# Trioxys brevipalpus
Trioxys brevipalpus är en stekelart som beskrevs av Hajimu Takada 1966. Trioxys brevipalpus ingår i släktet Trioxys och familjen bracksteklar. Inga underarter finns listade i Catalogue of Life.